# Saint-Bonnet-le-Château
Pour les articles homonymes, voir Saint-Bonnet (homonymie).
Saint-Bonnet-le-Château est une commune française située dans le département de la Loire, en région Auvergne-Rhône-Alpes, et faisant partie de Loire Forez Agglomération.
Ses habitants, auparavant appelés les Cacamerlots, sont désormais nommés les Sambonitains.

## Géographie

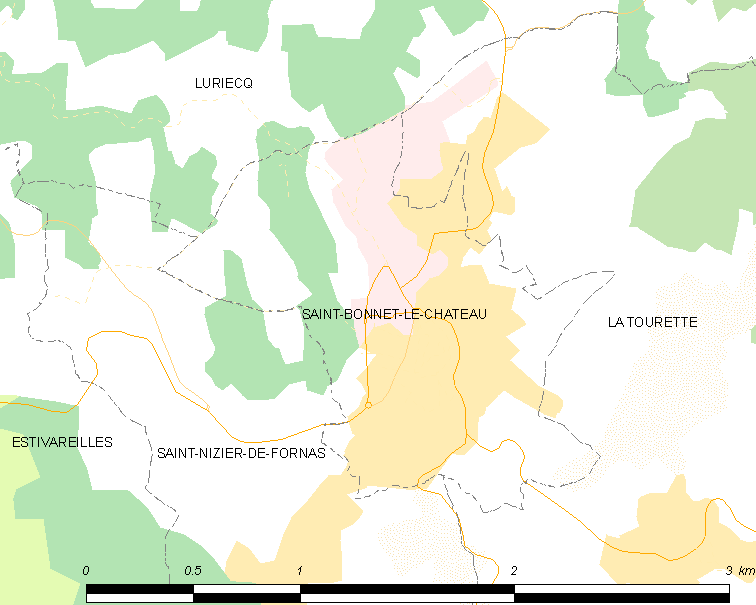
Localisation du village et des communes aux alentours

Saint-Bonnet-le-Château fait partie du Forez.
|                        | Luriecq                 |             |
|                        | Saint-Bonnet-le-Château | La Tourette |
| Saint-Nizier-de-Fornas |                         |             |

Située aux portes de l'Auvergne, au sud-ouest du département de la Loire, et à proximité des départements de la Haute-Loire et du Puy-de-Dôme, à 850 mètres d'altitude, la commune étend ses 173 hectares dans une zone champêtre offrant une alternance de forêts de conifères et de pâturages verdoyants.
Elle est implantée au sommet d'un promontoire rocheux de la pointe sud des monts du Forez d'où l'on peut jouir d'un panorama qui va de la plaine du Forez, au nord, au massif du Pilat et aux Alpes, à l'est.
Elle se situe à 28 kilomètres au sud de Montbrison et à 25 kilomètres à l'ouest de Firminy.
Le village fait partie de l'aire linguistique de l'occitan. Le dialecte de langue occitane qui est parlé est le nord-occitan vivaro-alpin. Dans ce parler occitan la ville est appelée Sant Bonet dau Chastèl.

### Climat
Pour des articles plus généraux, voir Climat d'Auvergne-Rhône-Alpes et Climat de la Loire.
En 2010, le climat de la commune est de type climat des marges montargnardes, selon une étude du Centre national de la recherche scientifique s'appuyant sur une série de données couvrant la période 1971-2000. En 2020, Météo-France publie une typologie des climats de la France métropolitaine dans laquelle la commune est exposée à un climat de montagne ou de marges de montagne et est dans la région climatique  Nord-est du Massif Central, caractérisée par une pluviométrie annuelle de 800 à 1 200 mm, bien répartie dans l’année. 
Pour la période 1971-2000, la température annuelle moyenne est de 8,7 °C, avec une amplitude thermique annuelle de 16 °C. Le cumul annuel moyen de précipitations est de 878 mm, avec 9,3 jours de précipitations en janvier et 7,1 jours en juillet. Pour la période 1991-2020, la température moyenne annuelle observée sur la station météorologique installée sur la commune est de 10,1 °C et le cumul annuel moyen de précipitations est de 851,5 mm,. Pour l'avenir, les paramètres climatiques de la commune estimés pour 2050 selon différents scénarios d'émission de gaz à effet de serre sont consultables sur un site dédié publié par Météo-France en novembre 2022.
| Mois                                  | jan.           | fév.            | mars           | avril         | mai             | juin          | jui.          | août           | sep.          | oct.          | nov.             | déc.           | année      |
| ------------------------------------- | -------------- | --------------- | -------------- | ------------- | --------------- | ------------- | ------------- | -------------- | ------------- | ------------- | ---------------- | -------------- | ---------- |
| Température minimale moyenne (°C)     | −1,2           | −1,1            | 1,2            | 3,8           | 7,4             | 11            | 12,8          | 12,7           | 9,3           | 6,8           | 2,2              | −0,3           | 5,4        |
| Température moyenne (°C)              | 2,2            | 2,8             | 6              | 8,9           | 12,8            | 16,8          | 18,8          | 18,7           | 14,5          | 11            | 5,7              | 3,1            | 10,1       |
| Température maximale moyenne (°C)     | 5,7            | 6,8             | 10,8           | 14,1          | 18,2            | 22,5          | 24,9          | 24,6           | 19,7          | 15,3          | 9,3              | 6,5            | 14,9       |
| Record de froid (°C) date du record   | −15,7 13.01.03 | −19,3 05.02.12  | −17,3 01.03.05 | −7,6 08.04.03 | −1,9 15.05.1995 | 1 04.06.01    | 4,6 17.07.00  | 2,5 30.08.1998 | −0,5 27.09.10 | −7,8 25.10.03 | −10,4 23.11.1999 | −15,5 15.12.01 | −19,3 2012 |
| Record de chaleur (°C) date du record | 19,9 01.01.22  | 21,6 20.02.1998 | 25,1 17.03.04  | 27,3 30.04.05 | 31,8 11.05.12   | 36,9 22.06.03 | 36,9 07.07.15 | 37 12.08.03    | 32,1 10.09.23 | 28 02.10.23   | 22,3 01.11.14    | 19,2 31.12.21  | 37 2003    |
| Précipitations (mm)                   | 55,7           | 44,6            | 49,3           | 68            | 92,6            | 76,5          | 81,8          | 77,3           | 79,1          | 85,1          | 83,7             | 57,8           | 851,5      |

## Urbanisme

### Typologie
Au 1er janvier 2024, Saint-Bonnet-le-Château est catégorisée bourg rural, selon la nouvelle grille communale de densité à sept niveaux définie par l'Insee en 2022.
Elle est située hors unité urbaine et hors attraction des villes,.

### Occupation des sols
L'occupation des sols de la commune, telle qu'elle ressort de la base de données européenne d’occupation biophysique des sols Corine Land Cover (CLC), est marquée par l'importance des territoires artificialisés (52,8 % en 2018), en augmentation par rapport à 1990 (41,4 %). La répartition détaillée en 2018 est la suivante : 
zones urbanisées (37,3 %), prairies (23,1 %), zones industrielles ou commerciales et réseaux de communication (15,5 %), zones agricoles hétérogènes (12,9 %), forêts (11,2 %). L'évolution de l’occupation des sols de la commune et de ses infrastructures peut être observée sur les différentes représentations cartographiques du territoire : la carte de Cassini (XVIIIe siècle), la carte d'état-major (1820-1866) et les cartes ou photos aériennes de l'IGN pour la période actuelle (1950 à aujourd'hui).

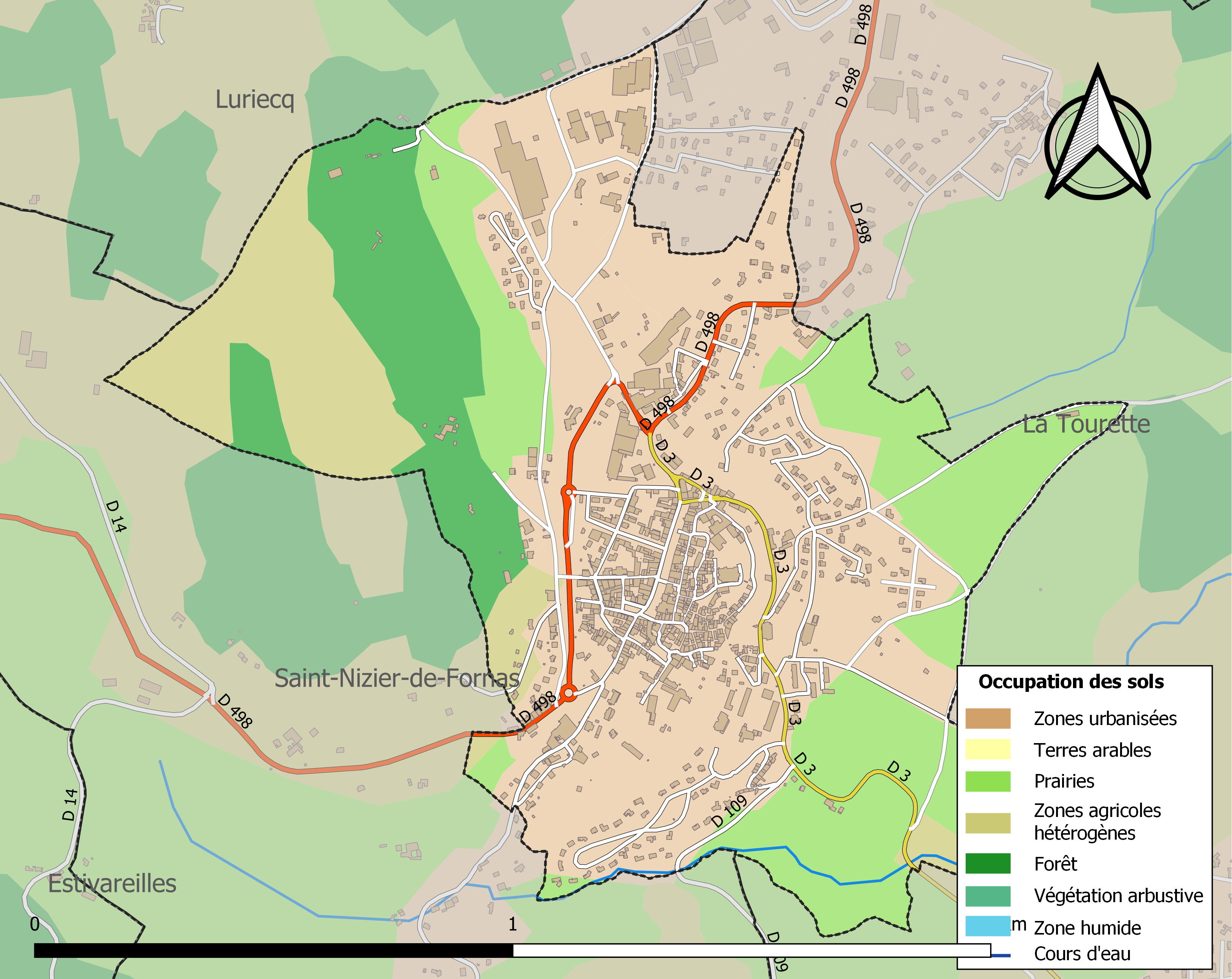
Carte des infrastructures et de l'occupation des sols de la commune en 2018 (CLC).

## Histoire
Le pays de Saint-Bonnet est habité dès l'époque néolithique. S'y succèdent Celtes, Romains et Francs.
Le site est christianisé aux premiers siècles de notre ère.
Jusqu'en 722, l'agglomération gallo-romaine s'appelle Castrum Vari alors que s'y arrête le cortège funèbre des reliques de saint Bonnet, ancien évêque auvergnat, allant de Lyon à Clermont-Ferrand. La ville le prend alors comme « parrain » et devient Saint-Bonnet-le-Castel.
On connaît, en 1145, un Guillaume de Saint-Bonnet, témoin avec le comte Guigues II de Forez, l'archevêque de Lyon Amédée, l'abbé d'Ainay Hugues Palatin, Guillaume de Lavieu et Guichard d'Oingt, du don d'une terre où se trouvait le prieuré de Jourcey à l'abbaye de Fontevraud. La tombe des membres de la famille de Saint-Bonnet se trouvait au prieuré d'Aurec (la famille noble forézienne de St-Bonnet est souvent dite de Lavieu, par confusion : la famille de Lavieu, qui fut importante en Forez, venait en fait du Lyonnais et n'avait pas de rapport à l'origine avec Lavieu comme on le croyait ; or cette supposition erronée a fait assimiler les de Lavieu à Lavieu en Forez, puis à St-Bonnet-le-Château au vu de la proximité géographique : la famille féodale de St-Bonnet a donc longtemps été présentée comme le rameau aîné des Lavieu, d'autant que les prénoms Guillaume et Jocerand se rencontrent dans les deux dynasties).
Vers 1200, la seigneurie de Saint-Bonnet-le-Château est la plus importante du Forez. Territoire d'un seul tenant, elle a quatre châteaux : Miribel (à Périgneux), Château-le-Bois (à Saint-Maurice-en-Gourgois), Leignecq (à Estivareilles) et Montarcher pour lequel un hommage avait été rendu au comte du Forez dès 1167. Le territoire est entouré, au nord, par les mandements comtaux de Lavieu, Marols, Saint-Marcellin-en-Forez et Saint-Victor-Malescours et, au sud, par les mandements seigneuriaux d'Usson-en-Forez, Chalencon, Rochebaron et Cornillon.
Robert de Saint-Bonnet, seigneur de la ville, octroie à la cité, en 1223, une charte de privilèges qui attire de nombreux habitants. Les artisans fabriquent des cottes de maille, des couteaux, des limes et d'autres outils et, dès le XIVe siècle, des serrures, des clefs, des grilles à trous renflés, etc. Cette charte est rédigée en langue occitane (ancien occitan).
Un premier hôpital est construit en 1222. Une première chapelle existe à Saint-Bonnet, relevant de la paroisse de Saint-Nizier-de-Fornas, en 1225.
Au Moyen Âge et à la Renaissance, la petite ville connaît un important essor industriel : tanneurs, tisserands et surtout travailleurs du fer y sont légion.
En 1291, le comte Jean Ier de Forez rachète Saint-Bonnet pour 8 000 livres viennoises aux héritiers de Dauphine de St-Bonnet, en s'engageant à payer les dettes de ladite Dauphine de Saint-Bonnet (dite à tort « Dauphine de Lavieu »), dernière héritière de la seigneurie allodiale de Saint-Bonnet.

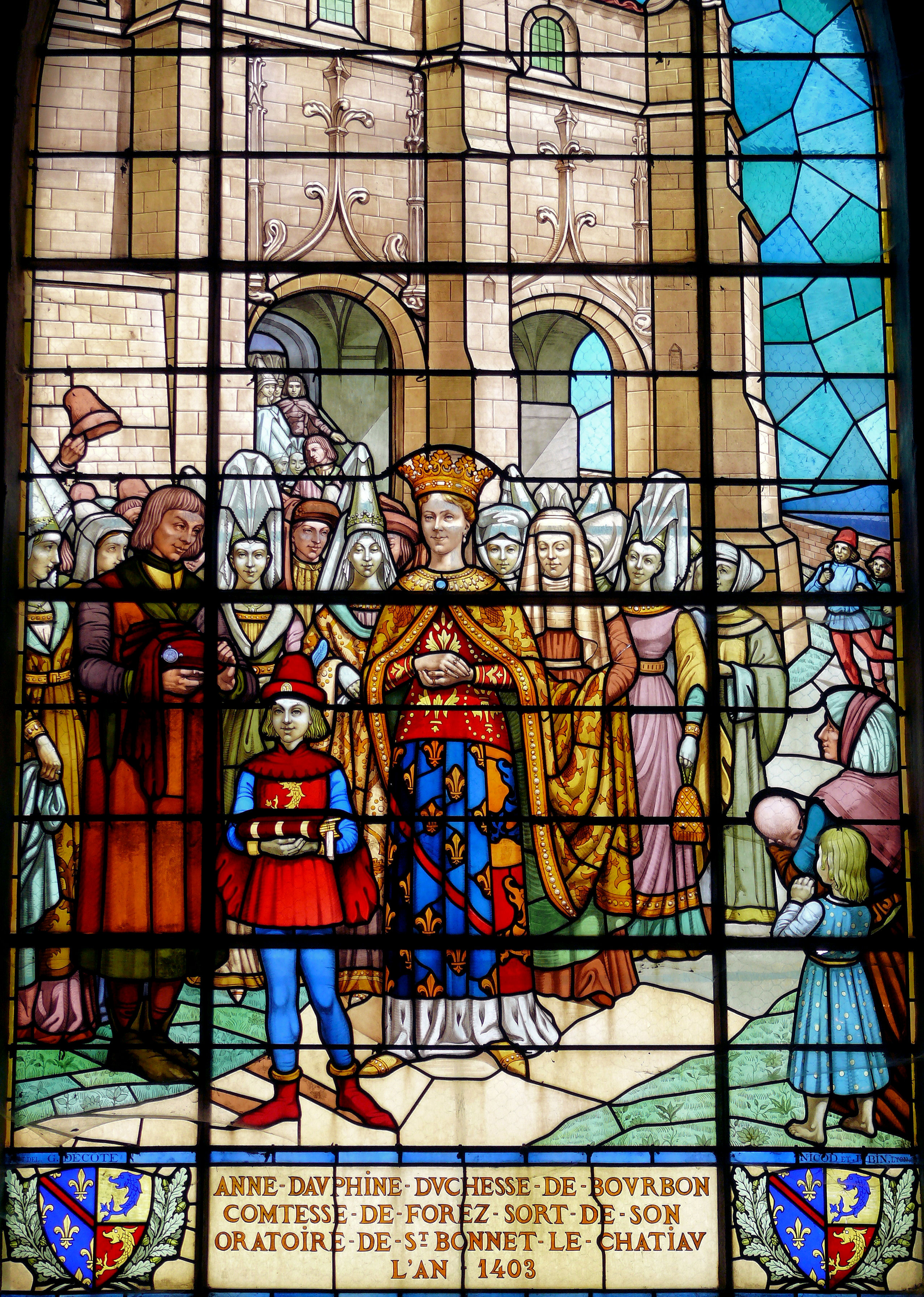
Vitrail de la collégiale Saint-Bonnet : Anne Dauphine, duchesse de Bourbon, sort de son oratoire de Saint-Bonnet-le-Château en 1403.

En 1351, Saint-Bonnet devient une paroisse dont le premier curé est Matthieu Bolle et, en 1382, les habitants obtiennent le droit d'enterrer leurs morts à Saint-Bonnet au lieu de Saint-Nizier-de-Fornas.
La guerre de Cent Ans entraîne la construction de murailles pour défendre la ville contre les Anglais débandés et les brigands, à partir de 1357. Six portes permettaient d'entrer dans la ville. Il n'en reste les portes de la double enceinte du midi avec l'oratoire de la Vierge qui est, depuis les épidémies de peste noire du XIVe siècle, la protectrice de la ville. L'enceinte ceinture la ville jusqu'en 1820.
Devenu seigneur du comté de Forez, le comte Jean II exempte la ville de l'impôt du vingtain (vintain) en 1365 car les habitants assurent l'entretien des remparts. Il meurt sans postérité, en 1372.
Anne (1358-1417), fille du dauphin d'Auvergne Béraud II, et nièce du comte Jean II, mariée en 1371 à Louis de Bourbon, hérite du comté qui entre dans la famille de Bourbon, jusqu'en 1523.
Après le procès perdu par le connétable de Bourbon sur l'héritage des ducs de Bourbon, le comté devient la propriété de Louise de Savoie et entre dans le domaine royal, à sa mort, en 1531. François Ier confirme la charte de franchises en 1536.
Le 8 mai 1400, la première pierre de la chapelle basse de la nouvelle collégiale Saint-Bonnet est posée sur le site de l'église du XIIIe siècle, grâce au don d'un marchand drapier, Jean Taillefer, en 1399. Son exécuteur testamentaire Bonnet Greyset, marchand de fer, fait commencer la construction qui se termine, pour l'essentiel, en 1418.
Le XVe siècle est un siècle de prospérité pour la ville ; d'imposantes maisons sont construites par les familles les plus riches et certaines sont encore visibles.
En 1562, le baron des Adrets, chef protestant, s'empare de la ville ; il saccage l'église, en brûle les archives ; il pille, incendie la ville et massacre la population.
Au début du XVIIe siècle, les couvents des ursulines et des capucins sont fondés.
En 1620, les ursulines s'installent à l'emplacement du château fort du XIIe siècle. Françoise de Bermond, introductrice de l'ordre des ursulines en France, décide d'y finir ses jours et y meurt en 1628. Le couvent des ursulines est le seul qui subsiste à la suite de sa transformation en hospice, en 1792.
Le début du XVIIe siècle voit la ville livrée aux réquisitions, aux pillages par des troupes de passage et subir des épidémies de peste.
La ville se remet de ces troubles et développe une industrie de serrurerie.
En 1754, le contrebandier Mandrin passe à Saint-Bonnet et y rançonne les notables et les employés de la ferme générale. Une porte ancienne rappelle son passage.
La Révolution de 1789 touche Saint-Bonnet comme le reste de la France ; la ville s'appelle alors Bonnet-la-Montagne.
À la fin du premier Empire, les Autrichiens occupent la cité.
Au XIXe siècle, la ville, restée cinq siècles un centre important de serrurerie, connaît un nouvel essor en se tournant vers l'armurerie puis grâce à l'arrivée du chemin de fer, en 1873.
Dans la collégiale Saint-Bonnet, un caveau contient une trentaine de squelettes découverts en 1837. Ils conservent une chair parcheminée collée à la charpente osseuse avec, çà et là, un bout de toile fine laissant supposer qu'il pourrait s'agir de nobles. La science attribue cette conservation à la composition du sol qui contient certains éléments favorables, particulièrement de l'alun et de l'arsenic. Au moment de leur découverte la population, d'instinct, leur donna le nom de « momies ».
Au XXe siècle, les travailleurs du fer, maintenant leur longue tradition, inventent et exploitent la boule à jouer, en acier (la boule Obut). De plus, il y a toujours des industries travaillant pour l'automobile et de l'habillement.

## Le chemin de fer
La loi du 12 juillet 1865 institue les chemins de fer d'intérêt local.
En 1868, le département présente un projet qui prévoit, entre autres, une section Bonson - Saint-Bonnet-le-Château. La Compagnie anonyme du chemin de fer de Saint-Étienne en est le concessionnaire.
Les autorités locales et régionales se déclarent favorables au projet ; seules les communes de Saint-Marcellin-en-Forez et Saint-Jean-Soleymieux regrettent l'éloignement des gares devant les desservir.
En 1870, le conseil général demande au préfet la déclaration d'utilité publique mais, le 19 juillet, l'entrée en guerre contre la Prusse stoppe le projet.
Après la chute du Second Empire, le 2 septembre 1870, et la déclaration de la République, le 4, le gouvernement provisoire signe le décret d'utilité publique le 24 septembre.
Le retard pris et les nombreuses avaries découvertes engendrent des difficultés financières de la compagnie.
Le 19 septembre 1873, le premier train circule officiellement.
Les tarifs élevés et la ligne trop courte entraînent une exploitation déficitaire ; le 19 janvier 1883, une convention est signée avec le PLM pour exploiter la ligne Bonson – Saint-Bonnet-le-Château. PLM propose au ministère des Travaux Publics un tracé pour la section Saint-Bonnet – Craponne-sur-Arzon, en mai 1890. Les acquisitions foncières débutent en octobre 1892 et s'achevèrent en mars 1894 ; les travaux débutent en mars 1893 et l’inauguration a lieu le 29 août 1897, en présence du ministre de la Justice, Jean-Baptiste Darlan.
L’inauguration de la section Craponne-sur-Arzon - Sembadel a lieu le 15 septembre 1902.
La ligne est fermée aux voyageurs en juillet 1969, puis au service marchandise entre 1974 et 1990, selon les sections.

## Politique et administration
Saint-Bonnet-le-Château faisait partie de la communauté de communes du Pays de Saint-Bonnet-le-Château de 1996 à 2016 puis a intégré Loire Forez Agglomération.

### Liste des maires

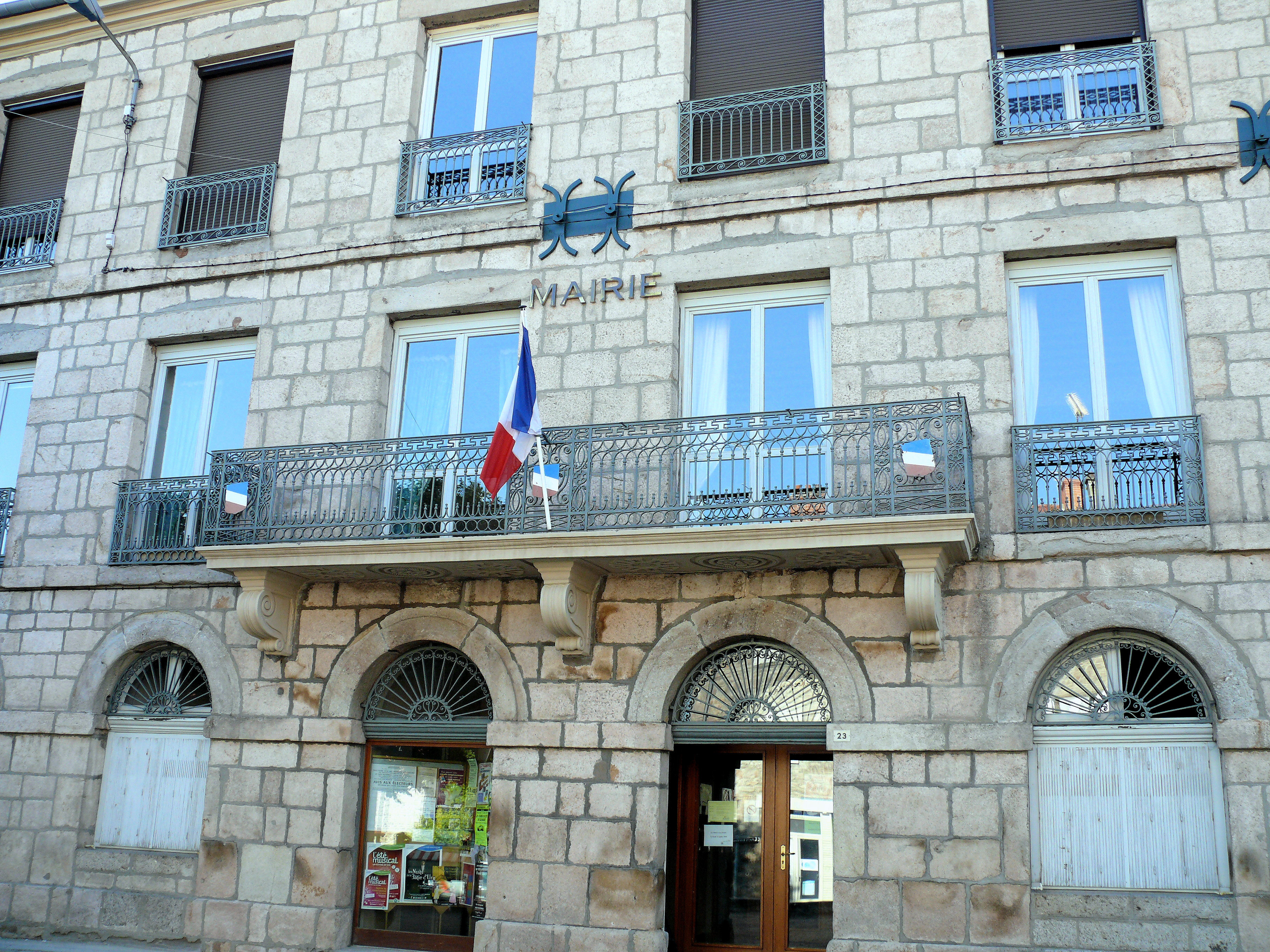
Mairie

.
| Période                                  | Période  | Identité                 | Étiquette      | Qualité |
| ---------------------------------------- | -------- | ------------------------ | -------------- | ------- |
| Les données manquantes sont à compléter. |          |                          |                |         |
| 1885                                     |          | Lucien Bouchetal Laroche |                |         |
| mai 1887                                 |          | Pierre Antoine Thavaud   |                |         |
| mai 1892                                 |          | Antoine Baleyguier       |                |         |
| août 1899                                |          | Louis Charrerau          |                |         |
| novembre 1901                            | 1912     | Jean Bruel               |                |         |
| mai 1912                                 | 1917     | Louis Charrerau          |                |         |
| janvier 1917                             | 1925     | Antonin Cheyssac         |                |         |
| mai 1925                                 | 1941     | Joannès Vignal           |                |         |
| mars 1941                                | 1947     | Antoine Thavaud          |                |         |
| octobre 1947                             | 1953     | Émile Falabregue         |                |         |
| juillet 1953                             | 1967     | Paul Armand              |                |         |
| janvier 1968                             | 1971     | Louis Chometton          |                |         |
| mars 1971                                | 1983     | Georges Souvignet        |                |         |
| mars 1983                                | 1995     | Marcel Locca             |                |         |
| mars 1995                                | 1998     | Jean Farges              |                |         |
| juillet 1998                             | 2001     | René Marceiller          |                |         |
| mars 2001                                | 2008     | Michel Avril             |                |         |
| mars 2008                                | mai 2020 | Roger Violante           | sans étiquette |         |
| mai 2020                                 | En cours | Patrick Ledieu           | DVD            |         |

### Jumelage
Saint-Bonnet-Le-Château est jumelée avec :
- Bishop's Waltham (Royaume-Uni) depuis 1987.

## Population et société

### Démographie
L'évolution du nombre d'habitants est connue à travers les recensements de la population effectués dans la commune depuis 1793. Pour les communes de moins de 10 000 habitants, une enquête de recensement portant sur toute la population est réalisée tous les cinq ans, les populations de référence des années intermédiaires étant quant à elles estimées par interpolation ou extrapolation. Pour la commune, le premier recensement exhaustif entrant dans le cadre du nouveau dispositif a été réalisé en 2006.

En 2022, la commune comptait 1 457 habitants, en évolution de −5,14 % par rapport à 2016 (Loire : +1,32 %, France hors Mayotte : +2,11 %).
| 1793  | 1800  | 1806  | 1821  | 1831  | 1836  | 1841  | 1846  | 1851  |
| ----- | ----- | ----- | ----- | ----- | ----- | ----- | ----- | ----- |
| 1 600 | 1 506 | 1 786 | 2 011 | 2 169 | 2 156 | 2 251 | 2 214 | 2 108 |

| 1856  | 1861  | 1866  | 1872  | 1876  | 1881  | 1886  | 1891  | 1896  |
| ----- | ----- | ----- | ----- | ----- | ----- | ----- | ----- | ----- |
| 2 103 | 2 230 | 2 132 | 2 237 | 2 351 | 2 303 | 2 386 | 2 311 | 2 383 |

| 1901  | 1906  | 1911  | 1921  | 1926  | 1931  | 1936  | 1946  | 1954  |
| ----- | ----- | ----- | ----- | ----- | ----- | ----- | ----- | ----- |
| 2 272 | 2 407 | 2 480 | 2 216 | 2 286 | 2 244 | 2 235 | 2 046 | 2 002 |

| 1962  | 1968  | 1975  | 1982  | 1990  | 1999  | 2006  | 2011  | 2016  |
| ----- | ----- | ----- | ----- | ----- | ----- | ----- | ----- | ----- |
| 2 115 | 2 280 | 2 243 | 1 905 | 1 687 | 1 562 | 1 492 | 1 583 | 1 536 |

| 2021  | 2022  | - | - | - | - | - | - | - |
| ----- | ----- | - | - | - | - | - | - | - |
| 1 477 | 1 457 | - | - | - | - | - | - | - |

### Manifestations culturelles et festivités
- Fête africaine, organisée en été depuis 2000, par l'association Pour un échange Kpaï. Concerts, vente d'artisanat, restauration.
- Festival des musiques d'automne, renommé Baroque en Forez depuis 2013 avec l'élargissement aux communes aux alentours[24]. Il est organisé par Loire Forez Agglomération.

## Économie
Parmi les activités économiques présentes à Saint-Bonnet-le-Château il y a :
- Saint-Bonnet-le-Château est connue comme étant la capitale mondiale de la boule de pétanque ; deux usines qui fabriquent 80 % des boules de pétanque dans le monde y sont installées. Le leader du secteur, l'entreprise Obut y a ses installations et son siège social. La ville abrite aussi un musée de la boule de pétanque.
- D'autres activités se sont développées dans le pays de Saint-Bonnet-le-Château depuis les années 1950, à savoir : le mobilier médical (ateliers du Haut-Forez), le mobilier pour collectivités (Souvignet SAS), les armes de chasse (Chapuis-armes et Pierre Artisan), les tissus d'ameublement (Stof), les produits d'entretien (La Châtelaine), les escaliers (S.B.M), les menuiseries industrielles (Chataing), l'électronique / assemblage / tôlerie fine (ATOMELEC), la tôlerie plastique (ATOPLAST), les tissus capitonnés (Chataignier), le négoce de bois et l'exploitation forestière .

Neobulle ( société pour puériculture)
(Société forestière Rolly).
- Estivareilles connaît aussi un développement économique avec, entre autres, la miellerie.

## Culture locale et patrimoine

### Lieux et monuments
- La collégiale Saint-Bonnet[25] est mentionnée dès 1225. L'édifice actuel est construit à partir du 8 mai 1400, date gravée dans la crypte. Elle comporte plusieurs chapelles, un ancien couvent et une grande salle. Elle est surtout connue pour ses peintures murales du XVe siècle et pour sa bibliothèque renfermant de nombreux incunables. Elle comporte, en outre, la plus riche collection d'ornements religieux anciens du département et abrite des « momies ». Si la plupart de ses caveaux ont été violés et pillés à la Révolution, on retrouve, lors de réparations en 1837, dans celui de la dernière chapelle, une quarantaine de squelettes conservés grâce à l'alun et à l'arsenic du sol (on ne sait pas qui sont ces corps ni pourquoi ils se trouvent là, ni même depuis quand ils y sont). Il pourrait s'agir de victimes du baron des Adrets qui sévit dans la région en 1562. Des recherches au carbone 14 montrent que les momies dataient des XVe, XVIe et XVIIe siècles. Il s'agit du caveau d'une famille de notables locale.
- Nombreux vestiges de l'époque médiévale et Renaissance ; certains quartiers ont le même aspect qu'au XVIIe siècle.
  - Hôtel Bouchetal
  - Maison Valeyre, place du Grand-Faubourg
  - Hôtel Verchère de la Bâtie
  - Maison au 2 place Suchet
  - Maisons du XVe siècle de la place Julliard[26]
  - Hôtels de la rue Châtelaine :
    - Maison du XVe siècle[27]
    - Hôtel Dupuy[28]
    - Hôtel d'Épinac[29]

  - Hôtels et maisons de la rue Dessous-des-Remparts :
    - Hôtel de Vinols
    - Bâtiments des Pénitents blancs et de la confrérie du Gonfalon, partie arrière de la mairie

  - Maisons de la rue et de la place des Fours-Banaux des XVe et XVIe siècles :
    - Hôtel Nanaste[30]

  - Maisons de la Grand'Rue
  - Maison du 2 place du Suchet[31]
  - Portes de l'enceinte[32] :
    - Porte Baume ou de Montrond. Elle était l'entrée sud de la ville. Elle est mentionnée en 1361. Elle a été refaite au XVe siècle, mais on peut voir l'amorce de l'arc brisé de la porte du XIVe siècle ainsi qu'une archère murée. La tourette d'angle a été ajoutée à la fin du XVe siècle.
    - Porte Mandrin, placée devant la porte de la Châtelaine.
    - Porte de la Châtelaine on peut voir un oratoire dédiée à Notre-Dame-de-Bon-Secours au-dessus de l'entrée. La porte est citée en 1372. C'est cette Vierge qui aurait été appelée Châtelaine. La statue de la Vierge date du XVIIIe siècle.

  - Chapelle du couvent des Ursulines datant de 1621 et intégrée dans l'hospice à la Révolution
- Musée international pétanque et boules.
- Ancien chemin de fer de Saint-Étienne à la Chaise-Dieu ; depuis 1982 la ligne Saint-Étienne - Saint-Bonnet est fermée ; il ne reste que le tronçon d'Estivareilles à La Chaise-Dieu.

### Galerie

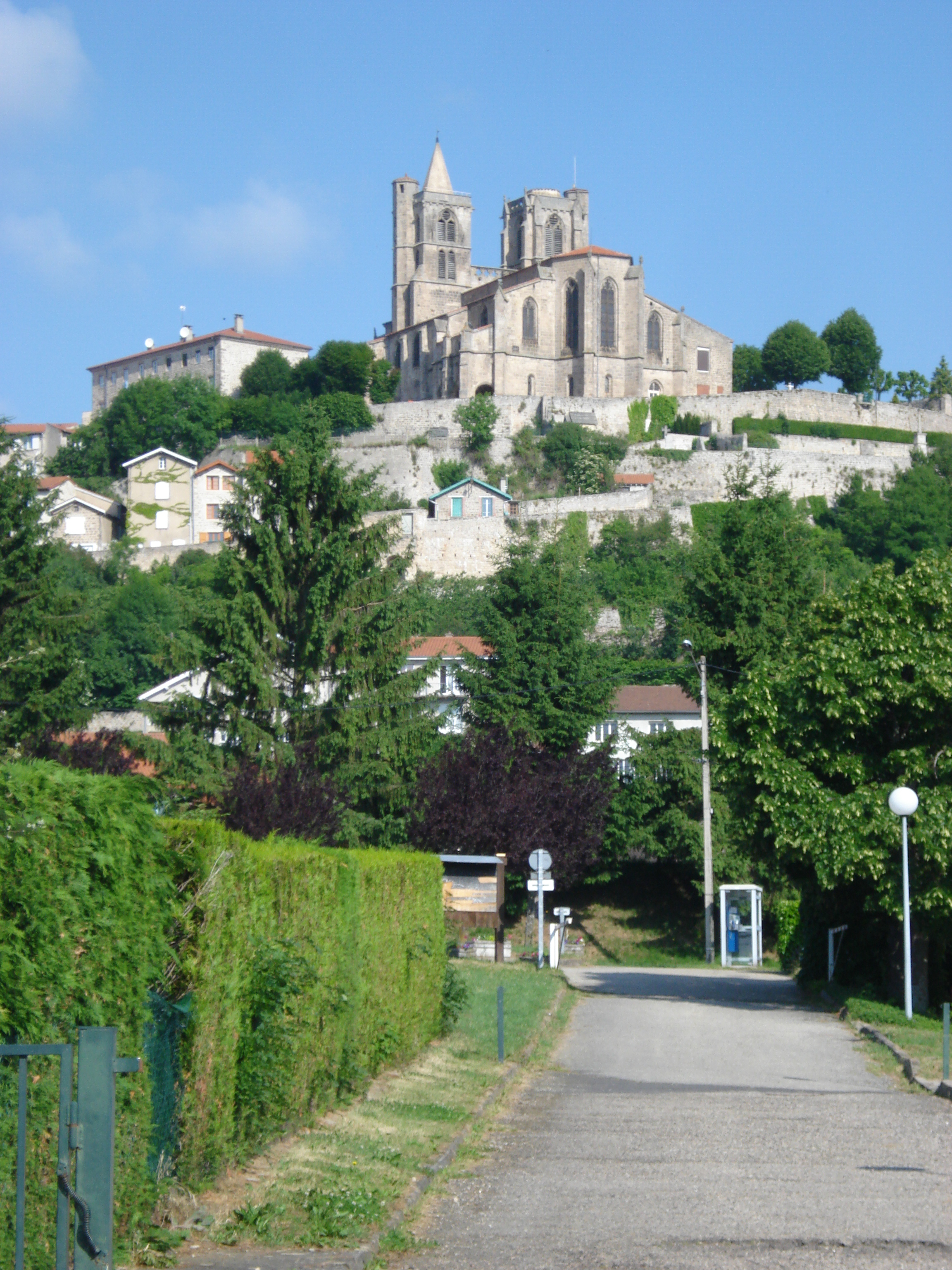
Vue d'ensemble.
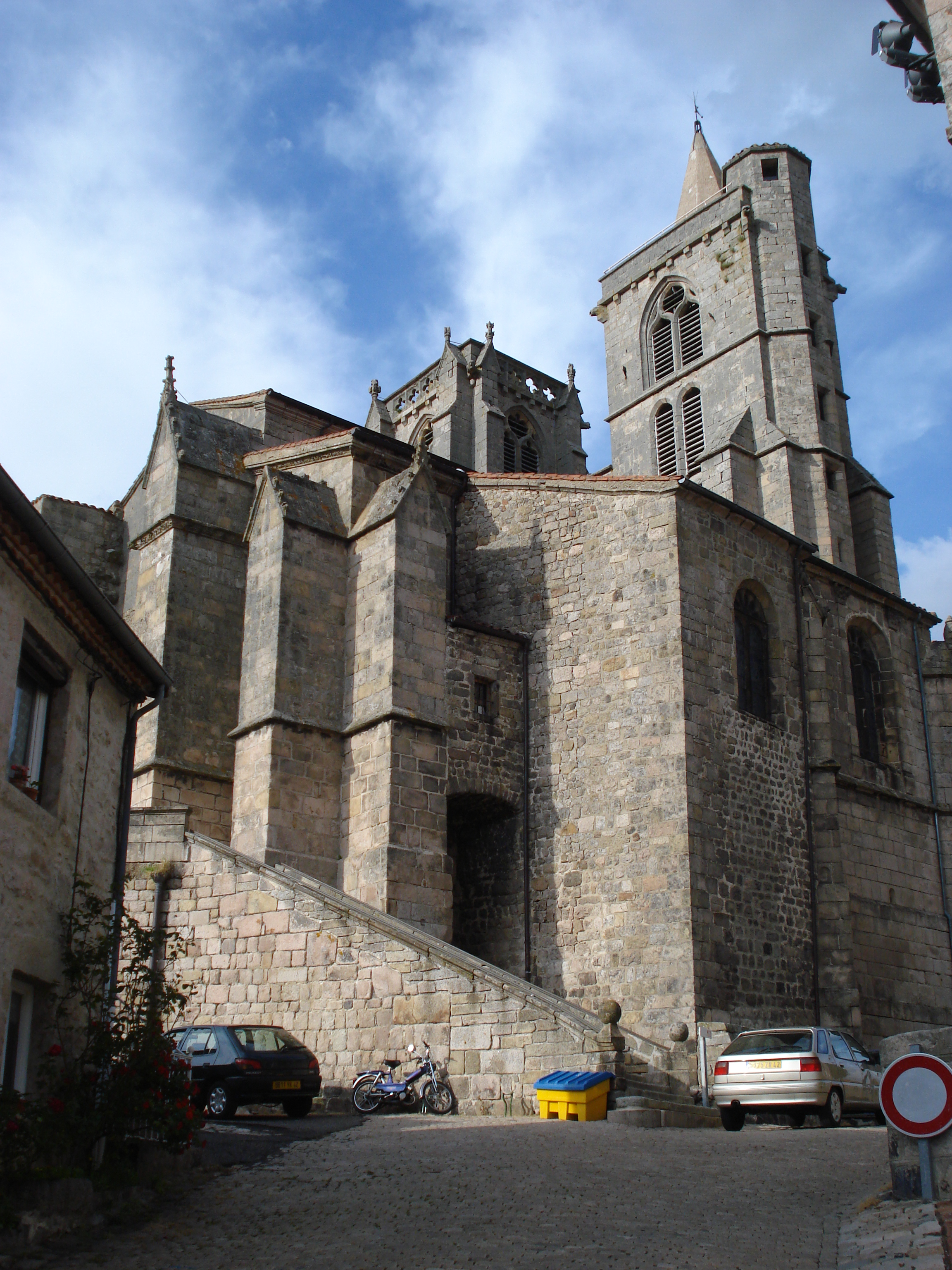
La collégiale.
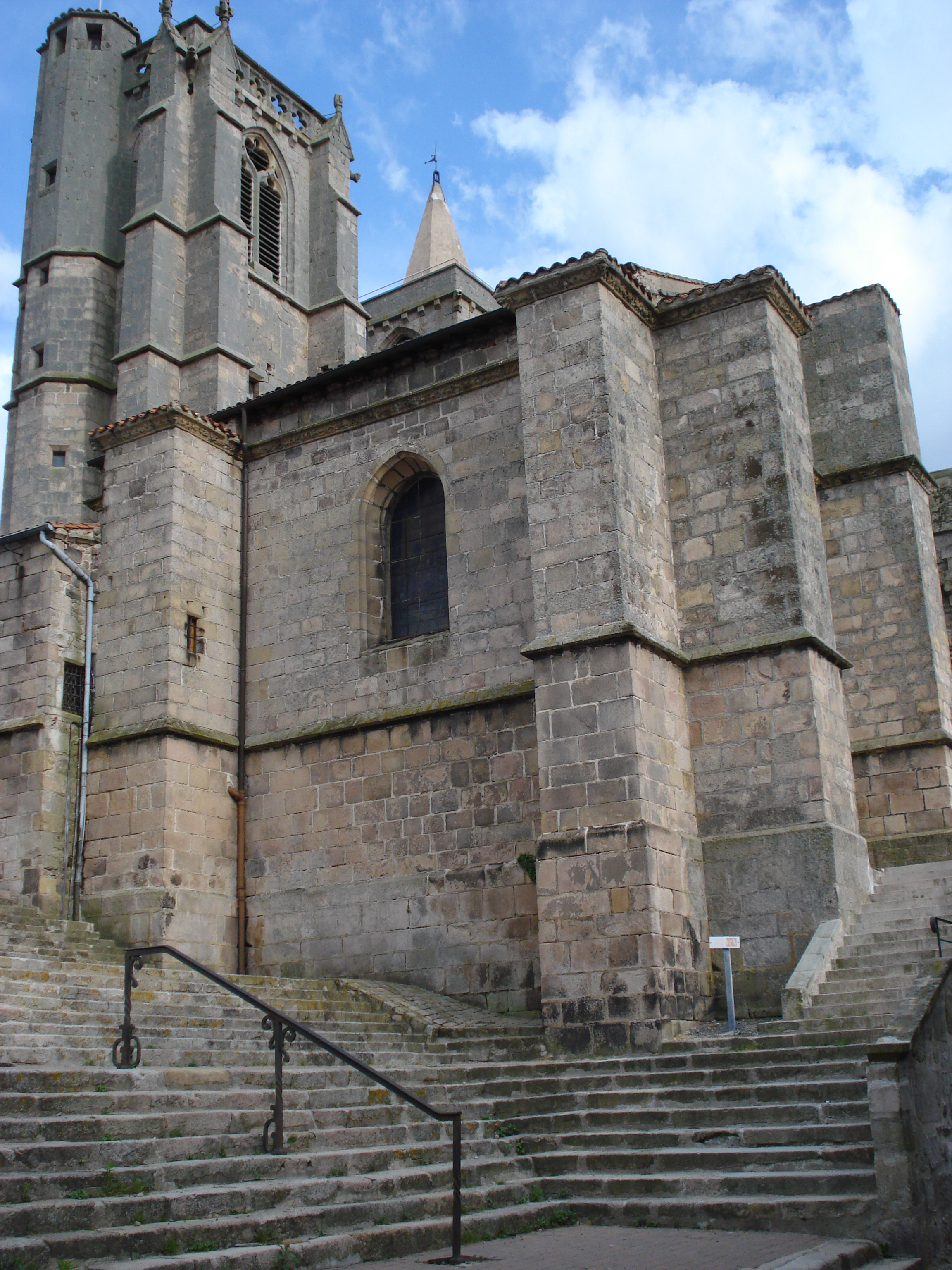
Escaliers d'accès à la collégiale.
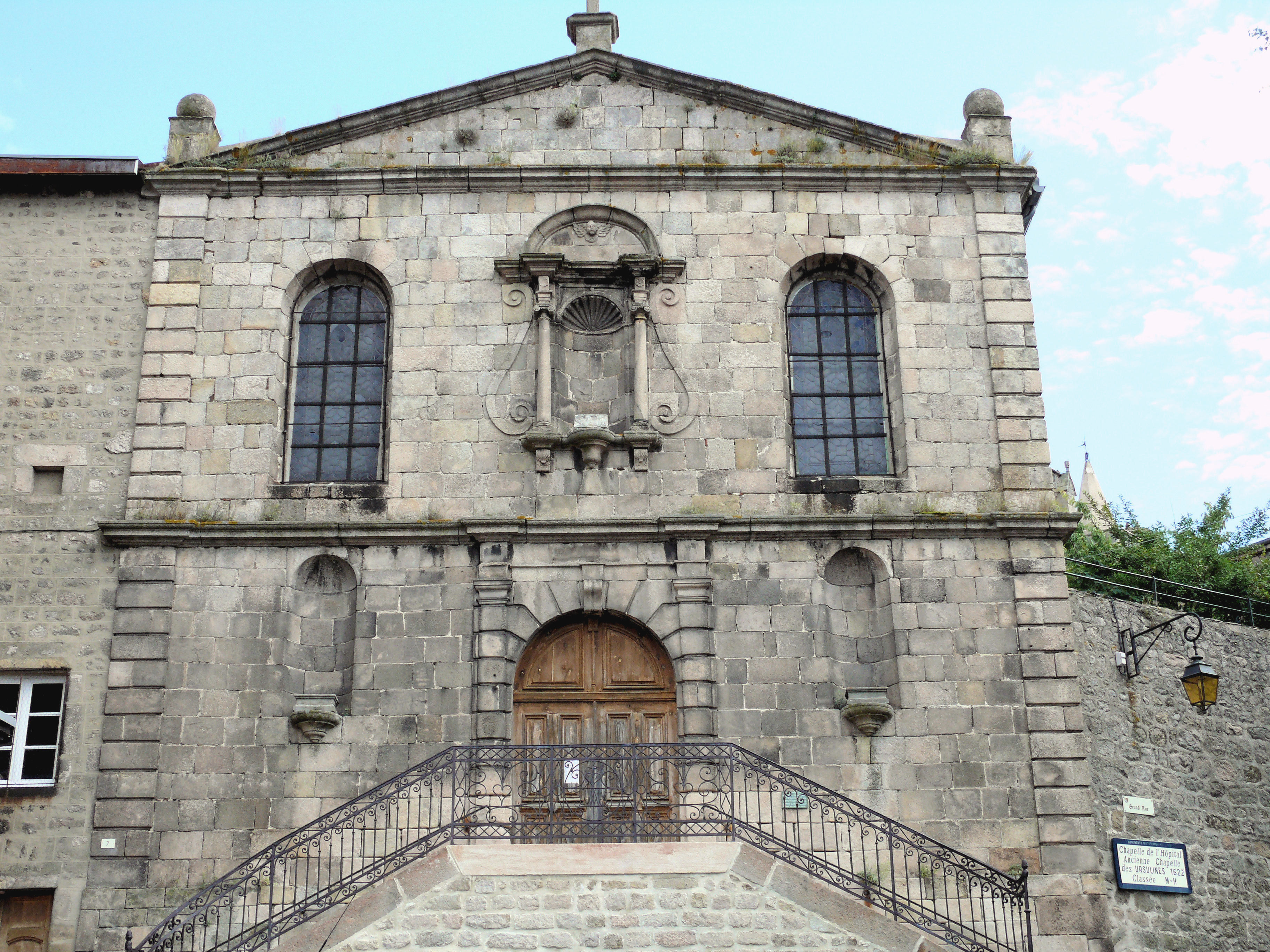
Chapelle des Ursulines (1620).
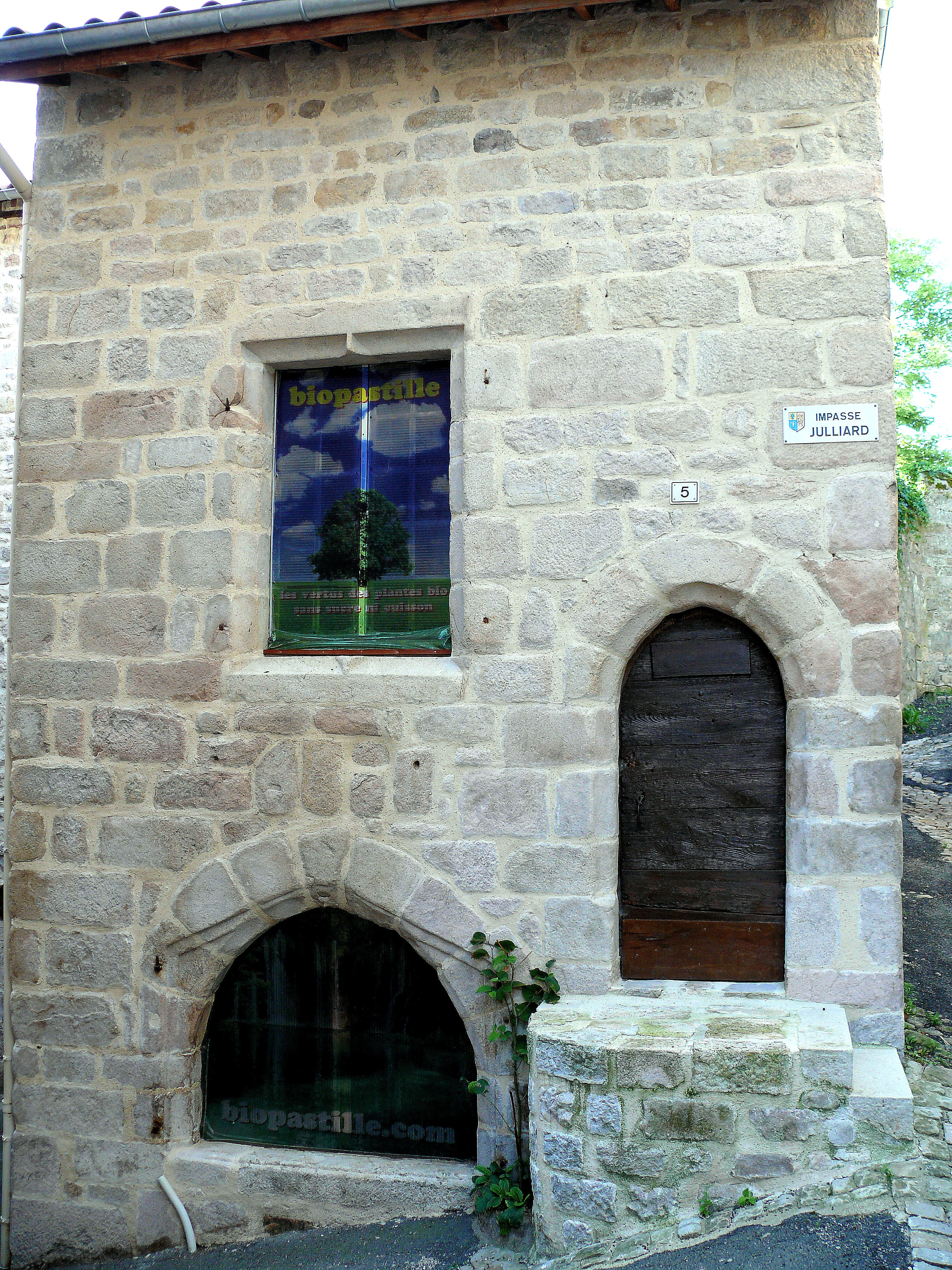
Maison du XVe siècle, 5 impasse Julliard.
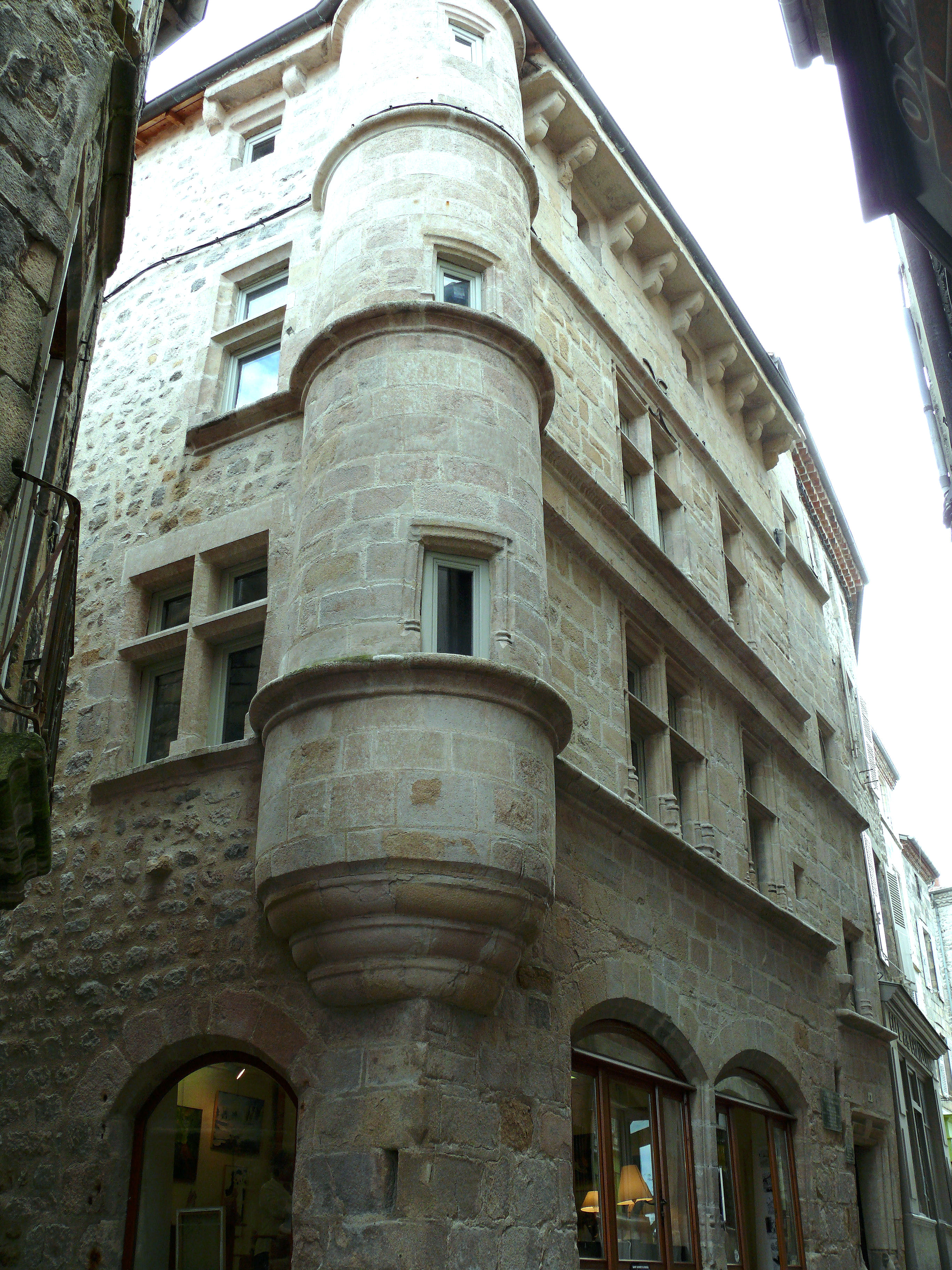
Hôtel Dupuy.
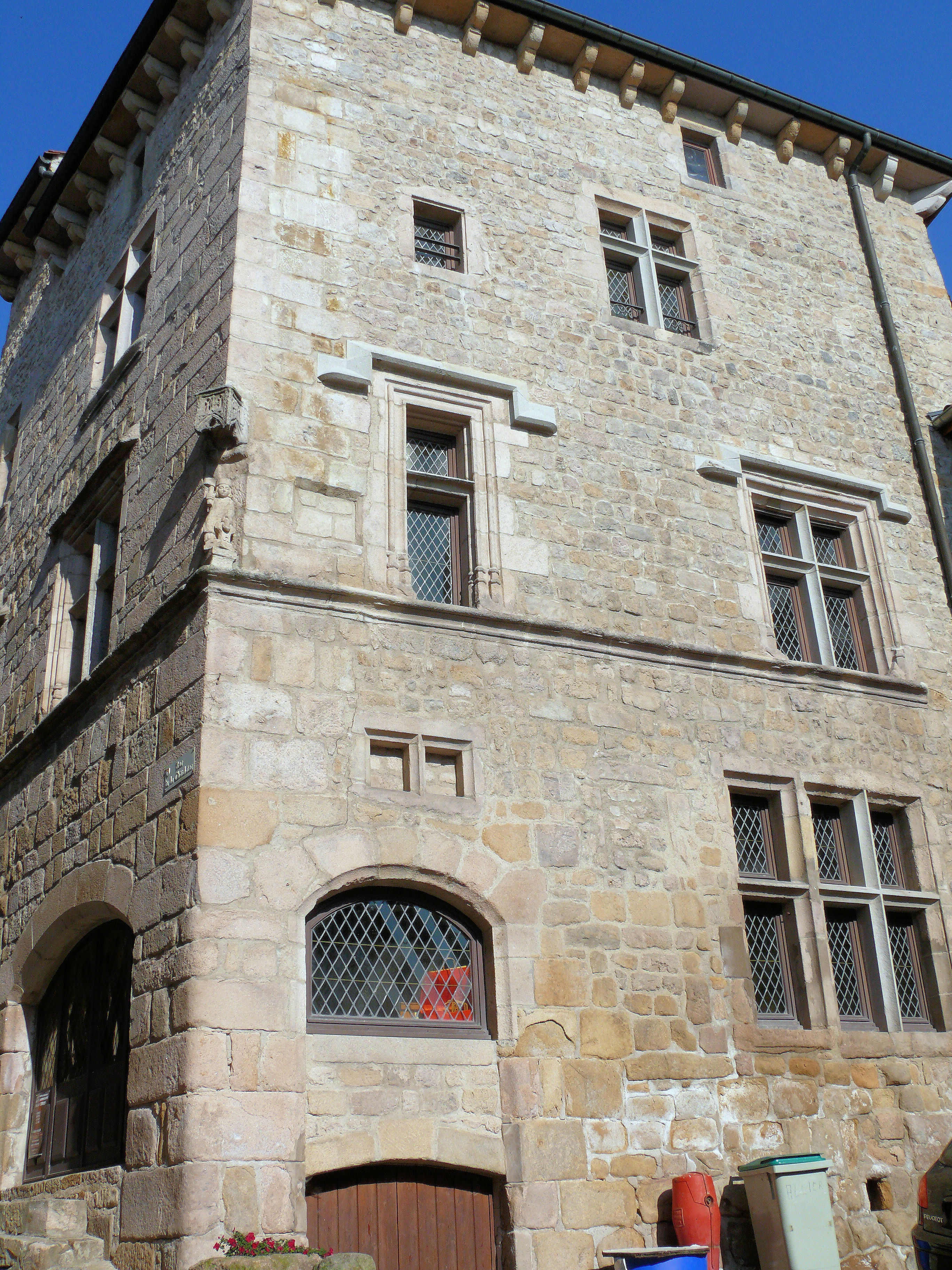
Hôtel d'Épinac.
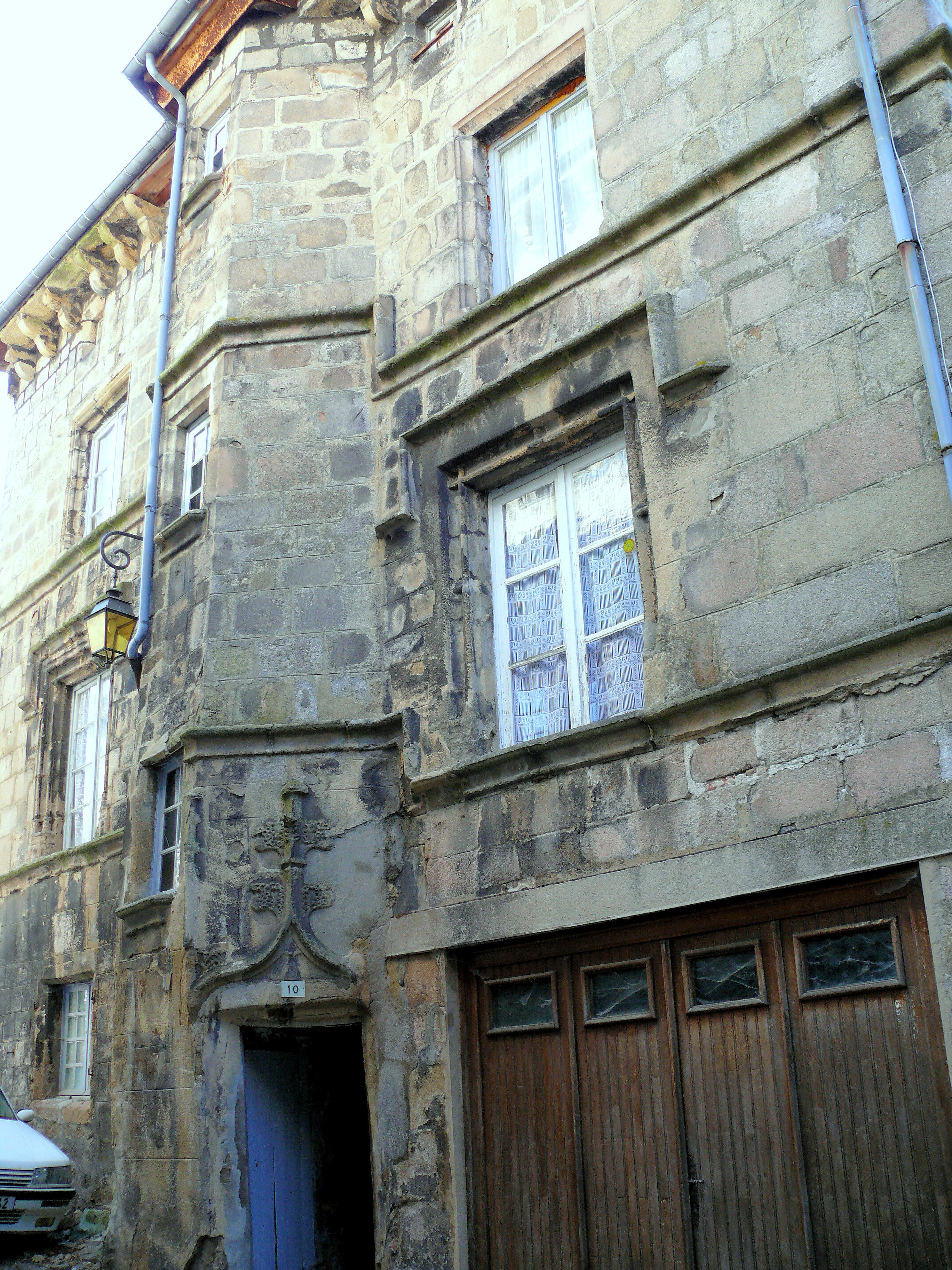
Hôtel Nanaste.
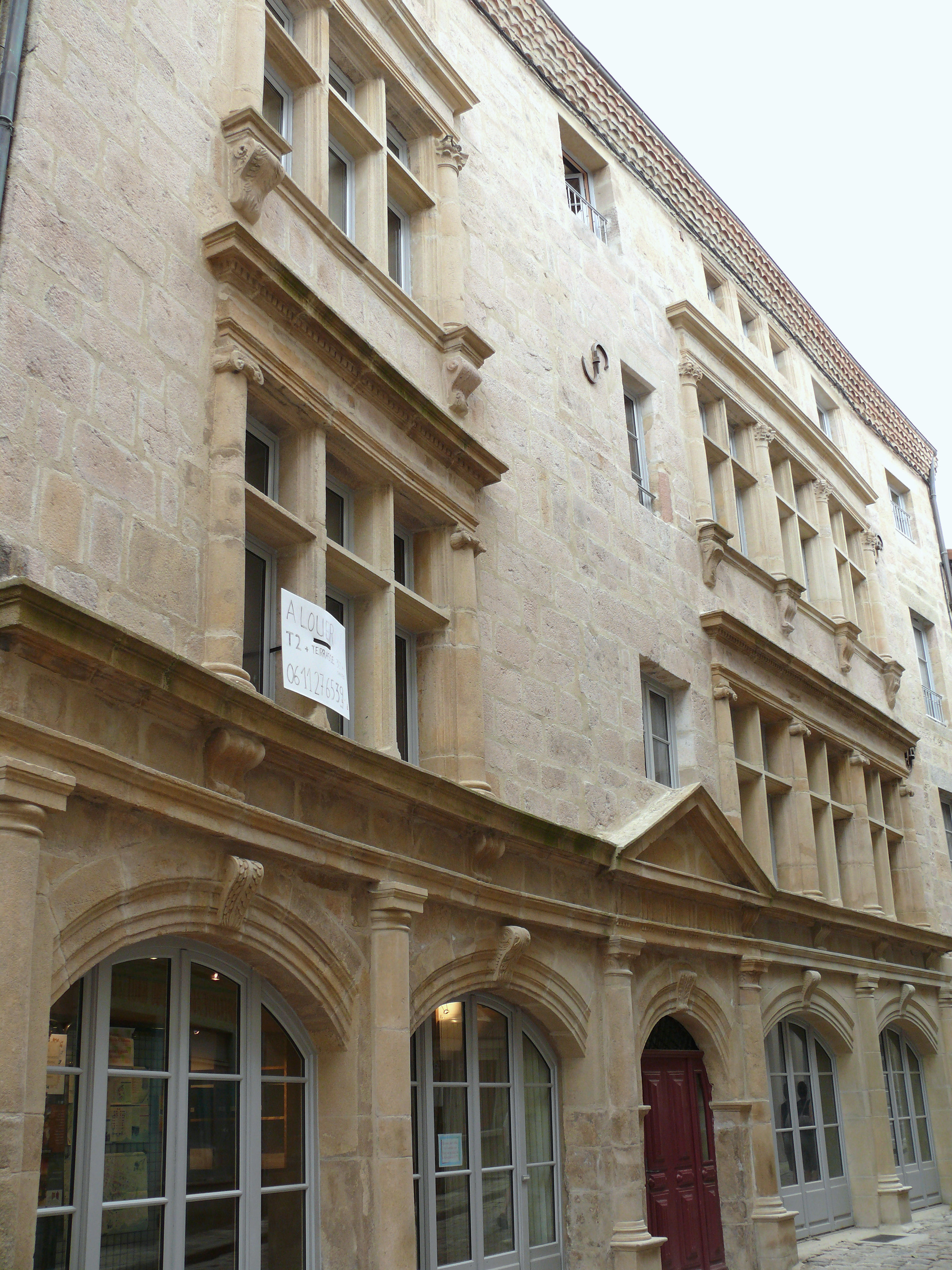
Hôtel de Vinols.
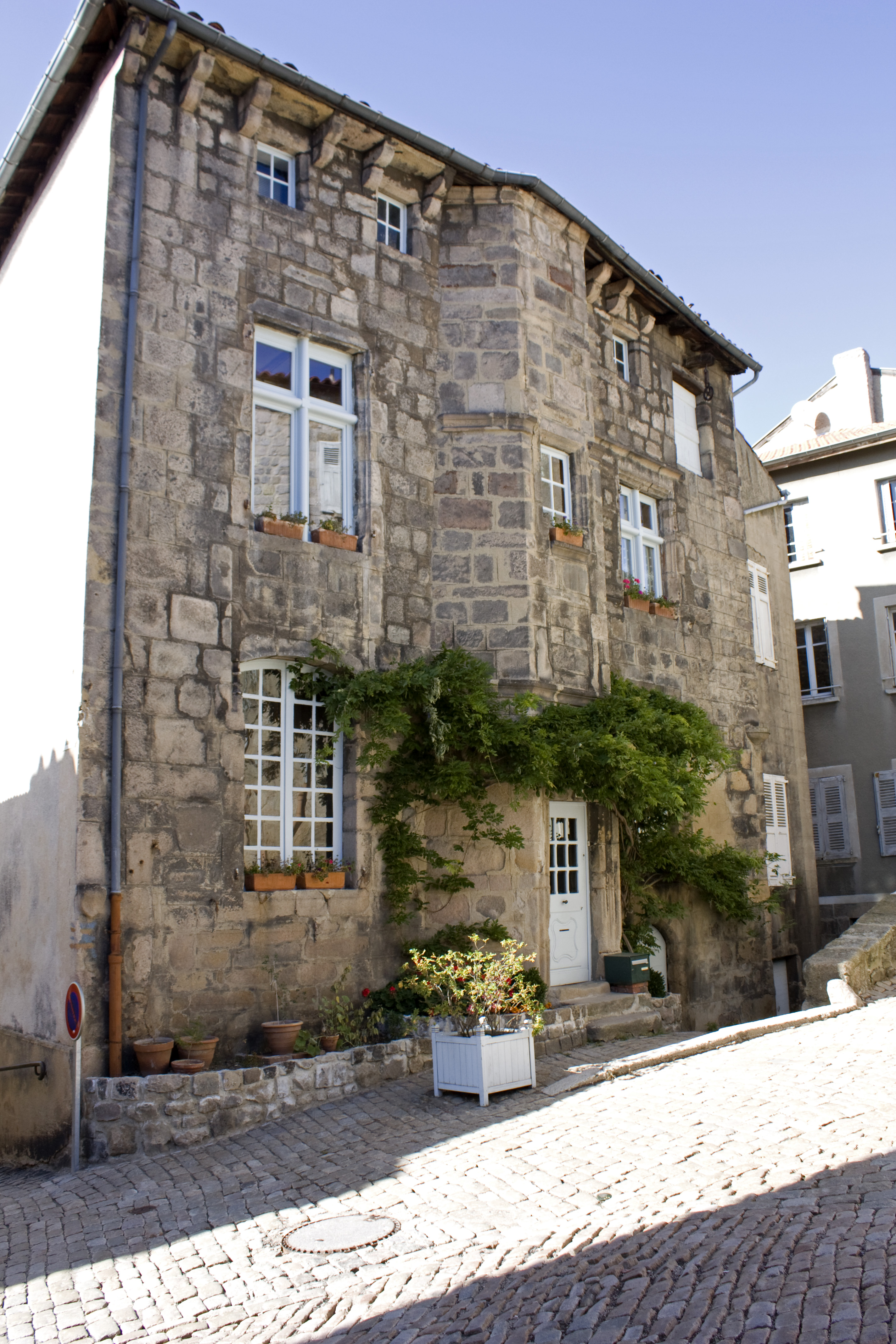
Maison, 14 Grand'Rue.
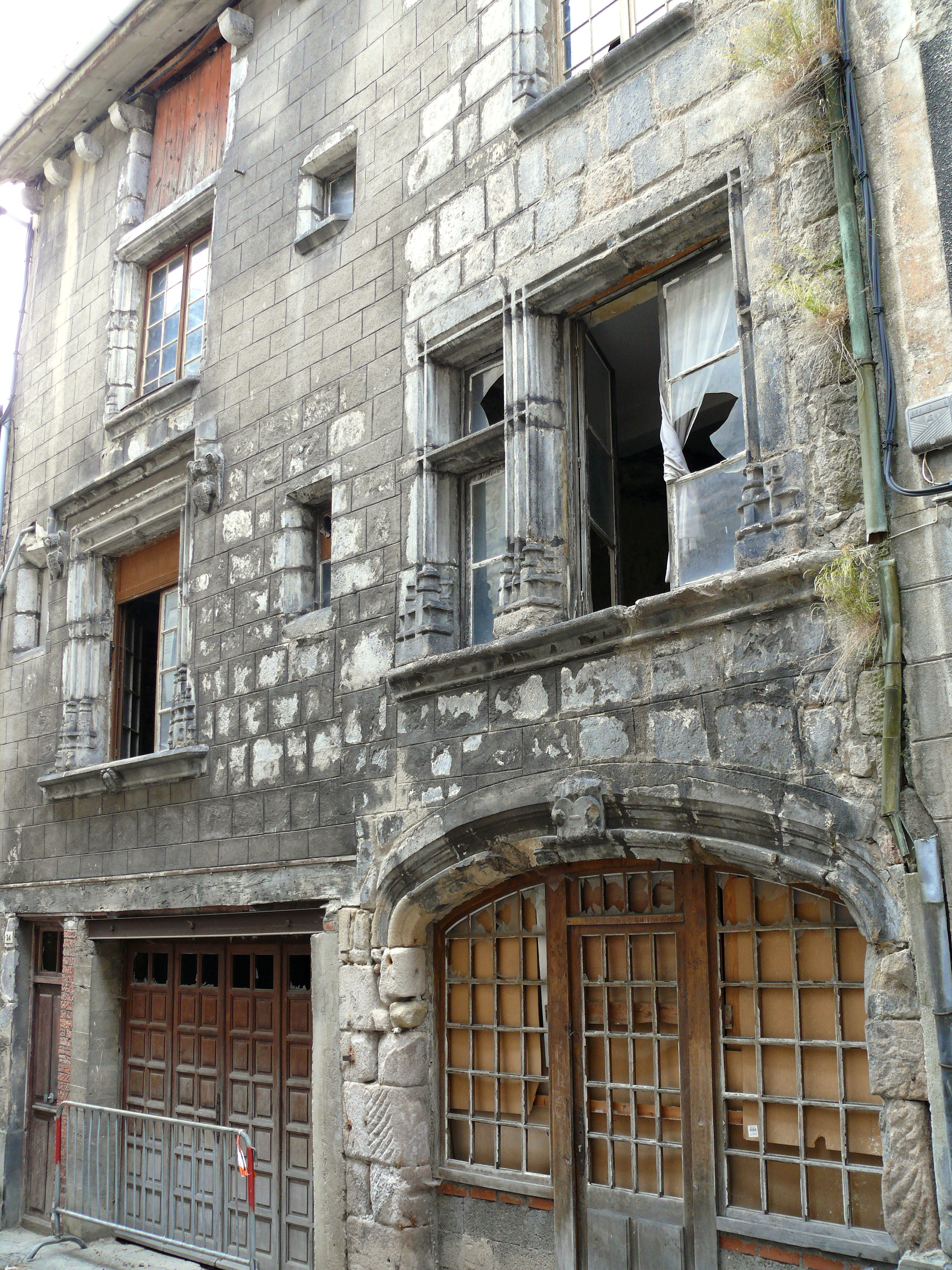
Maison, 24 Grand'Rue.
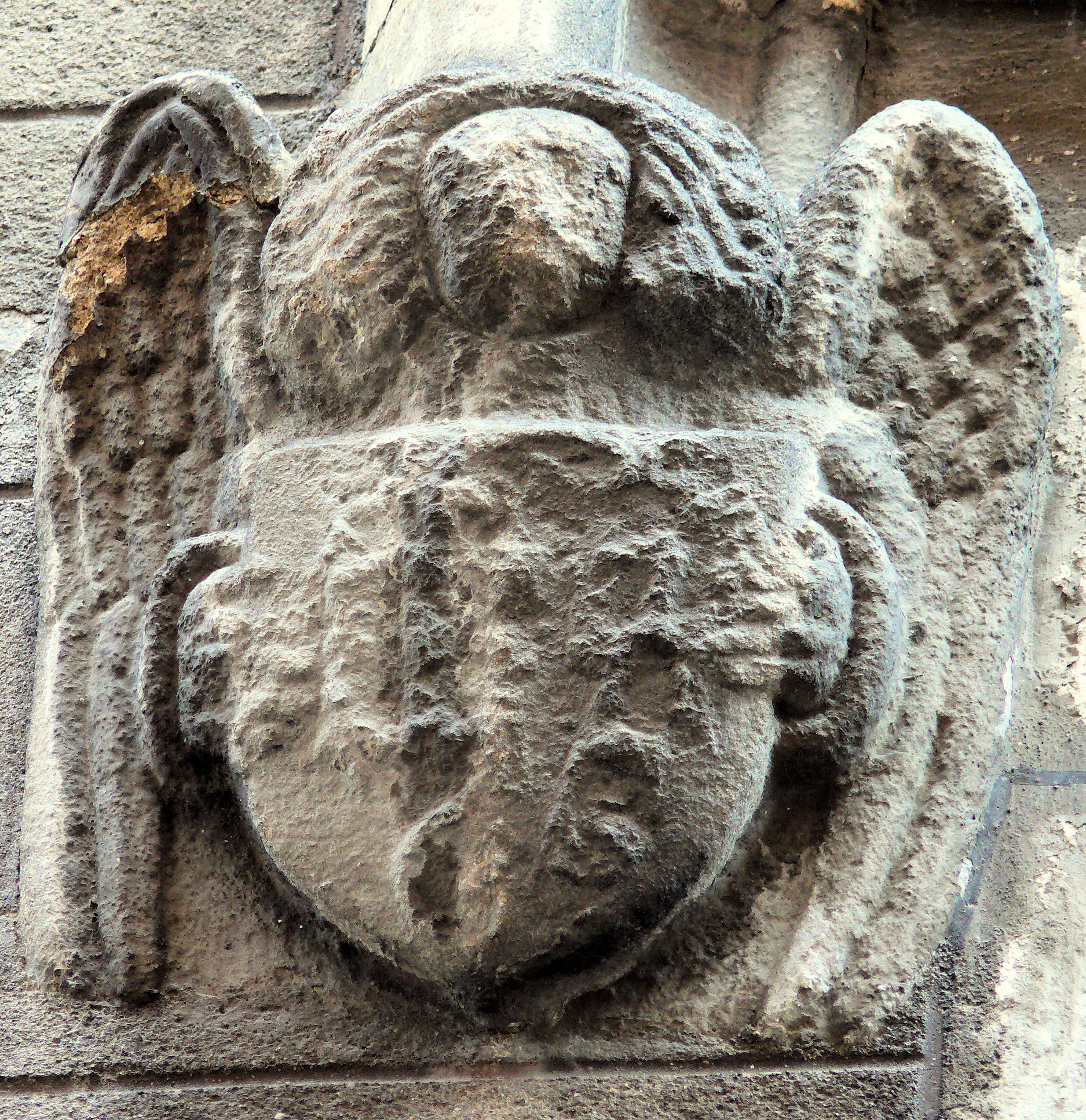
Blason sur la maison au 24 Grand'Rue.
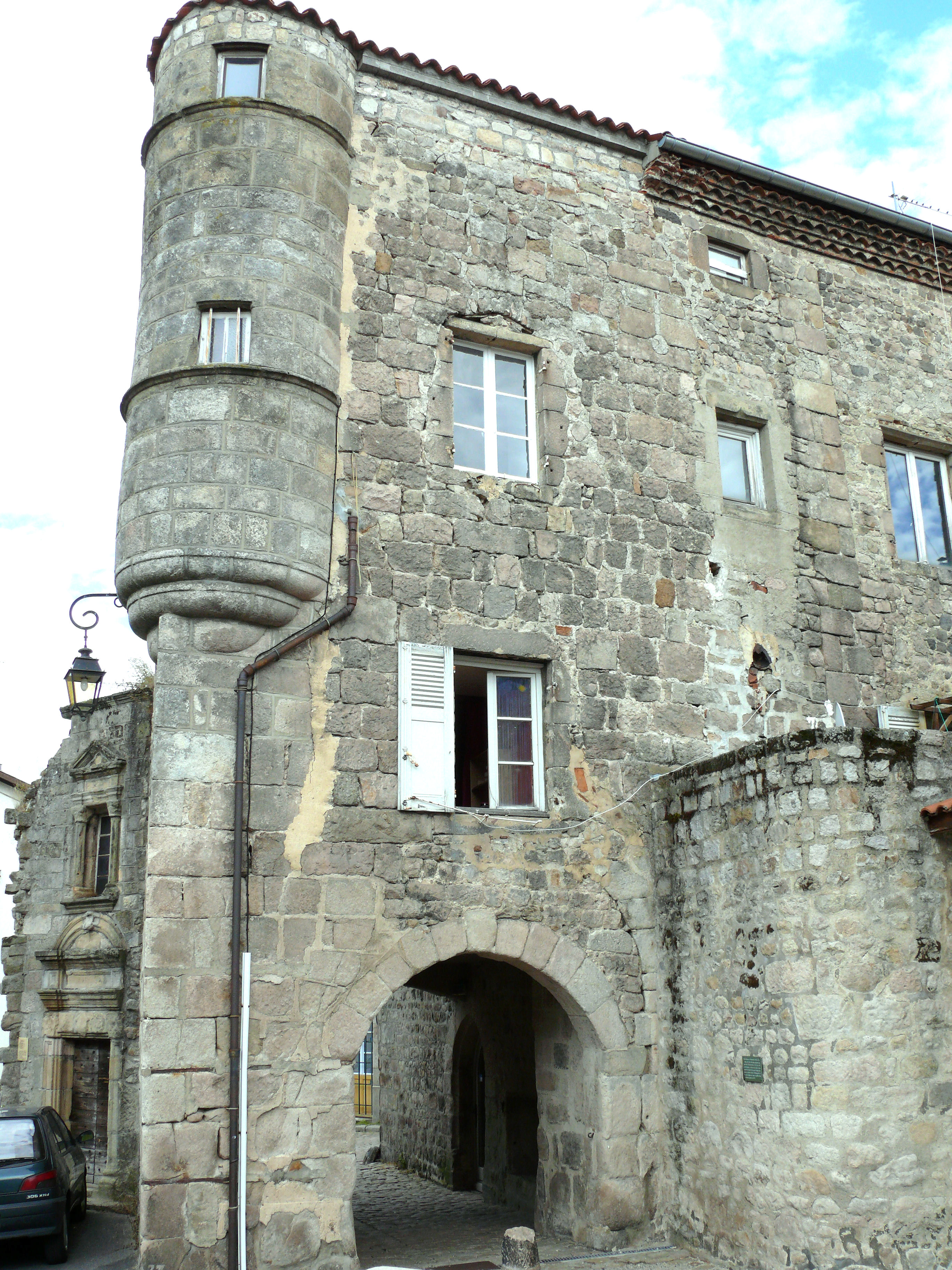
Porte Baume ou Montrond (entrée sud).
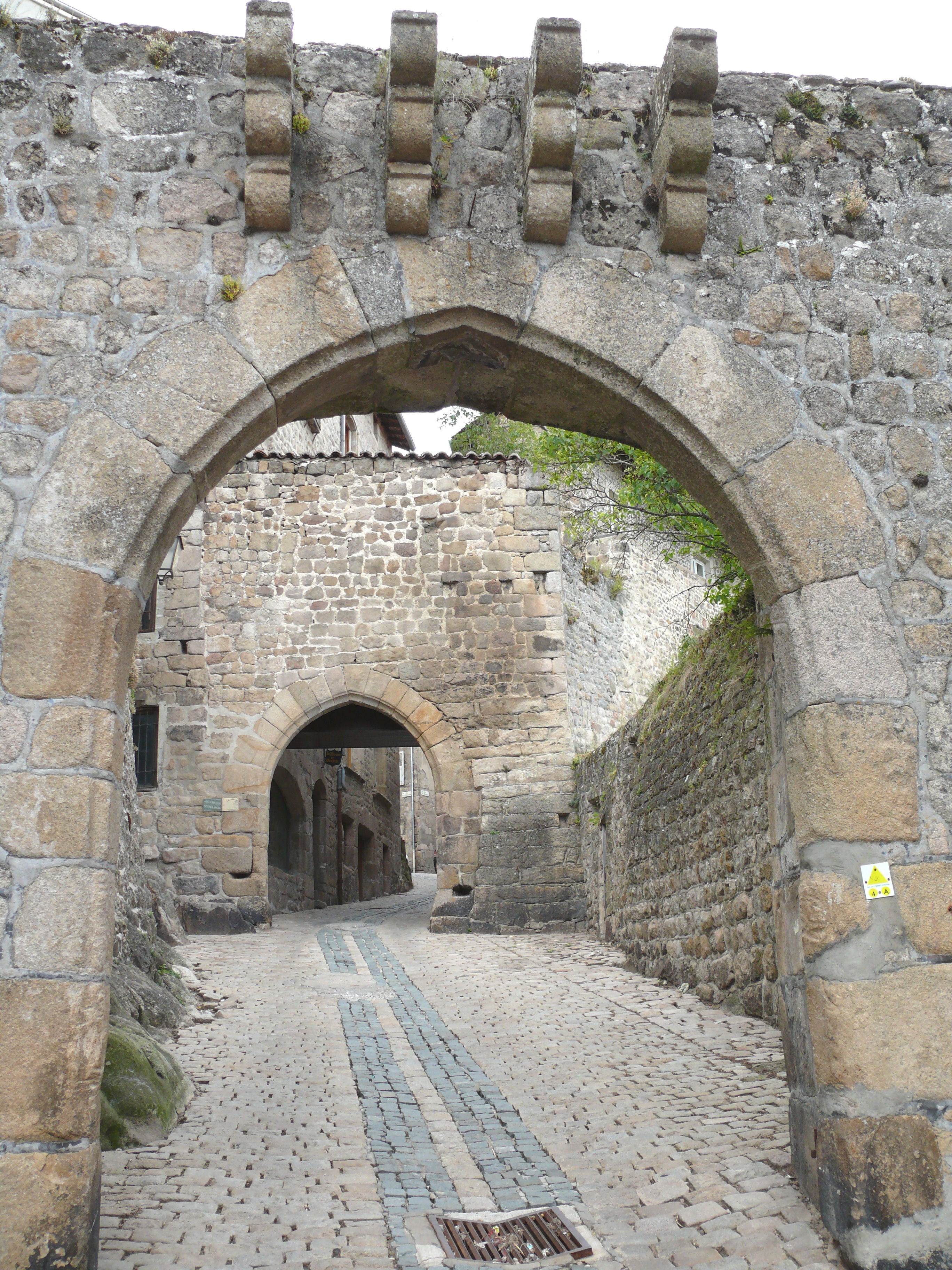
Portes Mandrin et de la Châtelaine (au fond).
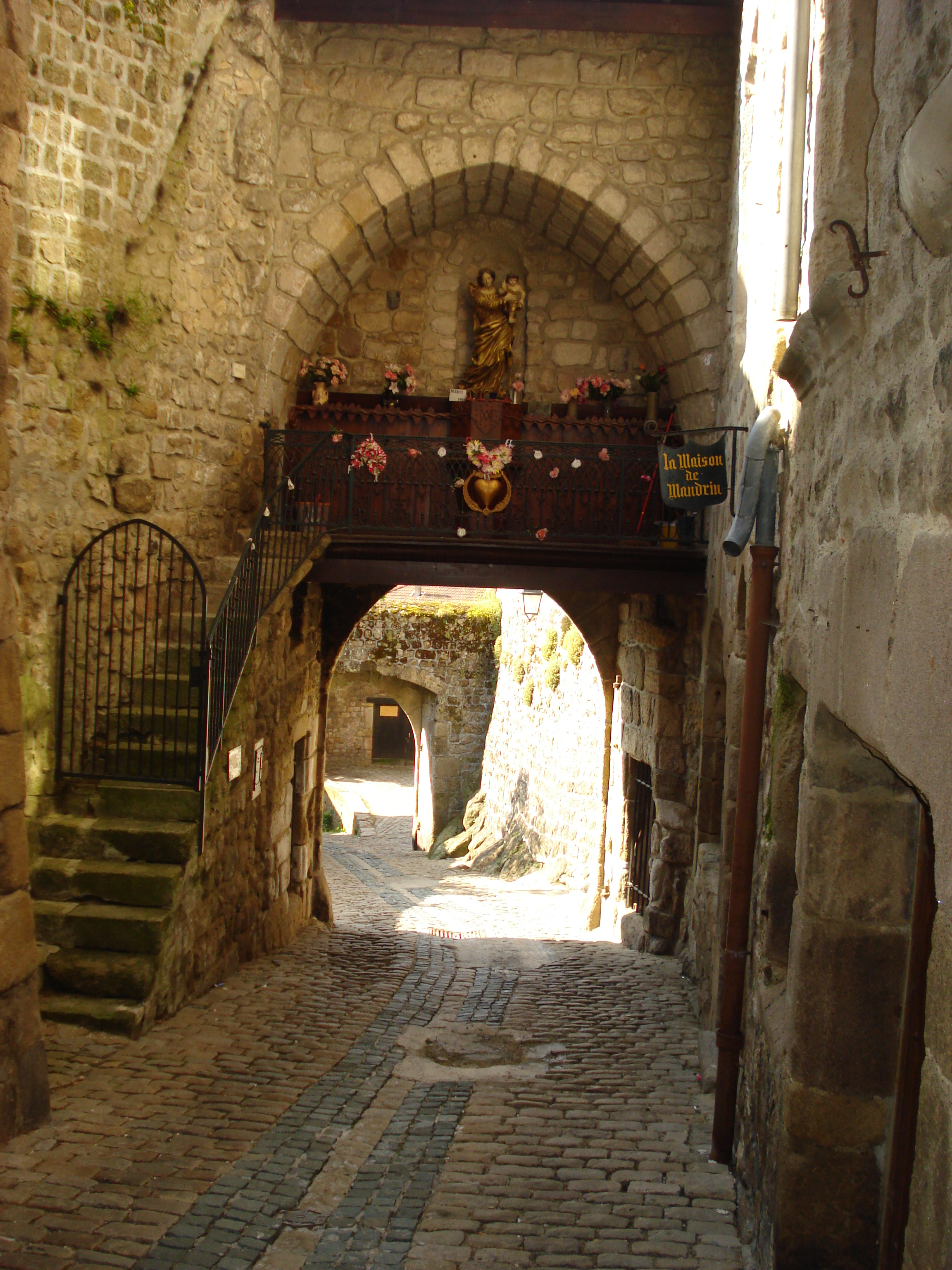
Porte de la Châtelaine ; oratoire Notre-Dame-de-Bon-Secours ; maison de Mandrin (à droite).

### Cinéma
- Le film Liberté, de Tony Gatlif, est tourné à Saint-Bonnet-le-Château, en 2008.

### Personnalités liées à la commune
- Pierre-Christophe Régis Bouchetal-Laroche (1798-1879), conseiller général et député de la Loire, maire de Saint-Bonnet-le-Château où il est né et mort.
- Jean-Jacques Meyer (1805-1877), ingénieur mécanicien, mort à Saint-Bonnet.
- Claude Auguste Jouve (1821-1891), député de Haute-Loire, mort à Saint-Bonnet.
- Jacques-Marie-Hyacinthe Chevalier, sculpteur, est né à Saint-Bonnet-le-Château, le 7 avril 1825, et décédé à Paris en 1895. On lui doit, entre autres, les statues du théâtre du Châtelet et de l'ancien palais du Trocadéro de Paris et, aujourd’hui, installée à Agde[réf. nécessaire].
- Louis Maurin (1854-1925), sénateur de la Loire, né à Saint-Bonnet.
- Jean Blanc, industriel, inventeur du procédé de fabrication des boules à jouer et créateur des boules JB. Une rue du centre-ville porte son nom[réf. nécessaire].
- Louis Tarchier (créateur des boules Elté) est l'un des deux créateurs des premières boules lyonnaises en acier.[réf. nécessaire]
- Patrick Drevet, (1948-), écrivain, a passé sa petite enfance à Saint-Bonnet dont sa famille maternelle est originaire. Son récit d'enfance, La Micheline,(Hatier, Gallimard, 1990) évoque ses retours à St Bonnet pour les vacances, avec sa mère.
- Jean-Louis Gagnaire (né en 1956), personnalité politique. Depuis le 20 juin 2007, il est député de la deuxième circonscription de la Loire. Il était aussi vice-président de la région Rhône-Alpes de 2004 à 2015. Il passa son enfance à Saint-Bonnet.
- Robert Alexandre, auteur de science-fiction.

### Héraldique
| Blason de Saint-Bonnet-le-Château | Blason  | Parti : le 1er coupé d'or à la fleur de lis (florencée) d'azur et d'azur à l'aigle d'argent, au 2e de gueules au griffon d'or. |
| Blason de Saint-Bonnet-le-Château | Détails | Le statut officiel du blason reste à déterminer.                                                                               |